# Johann Adolph Hass
Johann Adolph Hass (getauft 12. März 1713 in Hamburg; beerdigt 29. Mai 1779 ebenda) war ein deutscher Cembalo- und Clavichordbauer. 

## Leben
Johann Adolph Hass ist der Sohn des Tasteninstrumentebauers Hieronymus Albrecht Hass, der ebenfalls Cembali und Clavichorde baute. Auf seiner Geburtsurkunde ist der Vater Hieronymus Albrecht Hass als Instrumentenmacher und Clavirmacher verzeichnet. Am 28. Oktober 1746 erlangte Johann Adolph Hass die Hamburger Bürgerrechte. Am 12. Oktober 1747  wurde er Mitglied der Hamburger Handelskammer. Sein siebtes Kind, Margaretha Catharina, heiratete den Instrumentenbauer Johann Christoffer Krogmann (1748–1816), der als Bauer von Hammerklavieren in seiner Werkstatt mitarbeitete und sie nach seinem Tod übernahm.

## Instrumente

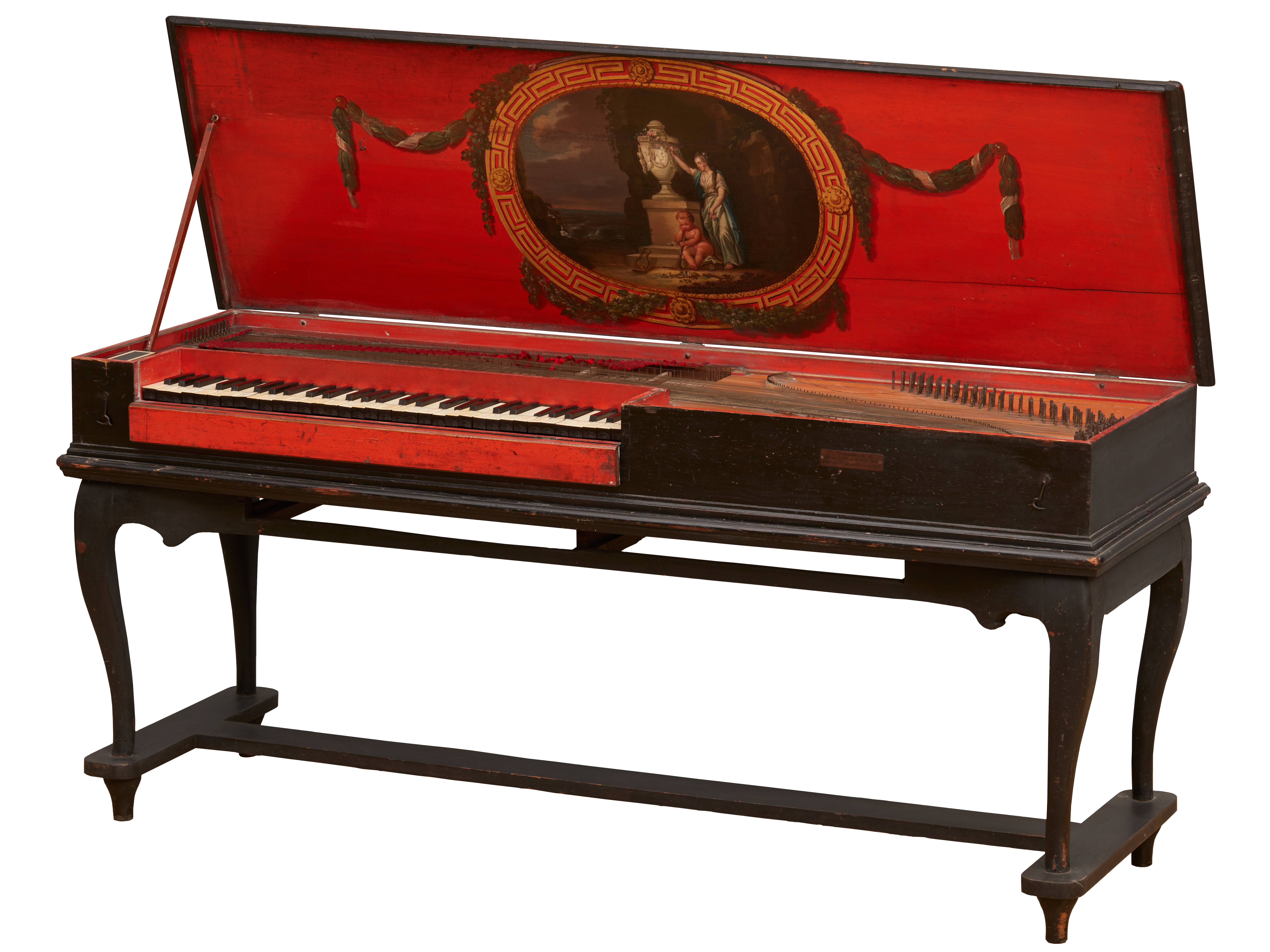
Bundfreies Clavichord von Johann Adolph Hass aus dem Jahr 1760 im Museum für Kunst und Gewerbe Hamburg

Johann Adolph Hass baute große Clavichords, die reich verziert und fein verarbeitet waren. Post-barocke Komponisten, wie Carl Philipp Emanuel Bach, beschrieben sie als mit gutem Ton und Volumen ausgestattet sowie einer ausdrucksvollen Bebung.
Acht Cembali von Johann Adolph Hass haben sich bis heute erhalten. Ein auf 1760–1761 datiertes Cembalo findet sich in der Musikinstrumentensammlung der Yale University in New Haven (Connecticut). Ein weiteres Instrument von 1764 befindet sich in der Russell Sammlung in Edinburgh.